# 12860 Turney
12860 Turney è un asteroide della fascia principale. Scoperto nel 1998, presenta un'orbita caratterizzata da un semiasse maggiore pari a 2,4122867 UA e da un'eccentricità di 0,1271019, inclinata di 4,77399° rispetto all'eclittica.